# Trichomanes naumannii
Trichomanes naumannii là một loài dương xỉ trong họ Hymenophyllaceae. Loài này được Kuhn & Luerss., Christ mô tả khoa học đầu tiên năm 1896.
Danh pháp khoa học của loài này chưa được làm sáng tỏ. 